# バンベイ県
バンベイ県（バンベイけん、Département de Bambey）は、セネガル共和国ジュルベル州西部にある県。バンベイ市とババ・ガラージュ郡、ンゴイ郡、ランバイ郡から成り立っている。県都はバンベイ。